# Aputest
Az aputest (angolul dadbod) a 2010-es évek közepén divatossá vált kifejezés átlagos testalkatú férfiak megnevezésére.

## A kifejezés eredete
A kifejezés mémként terjedt el, miután Mackenzie Pearson, egy 20 év körüli lány, "Why Girls Love The Dad Bod" című írásában kifejtette, hogy vonzóbbnak tartja az „aputestű” férfiakat, mint a konditeremben kigyúrt testűeket. A kifejezés az angol dad   (apa) és a body (test) szavak összevonásából keletkezett.
Az aputest átlagos testalkatú férfi, átlagos fogyasztási szokásokkal – olyan, akiről el tudjuk képzelni, hogy tud bébipelenkát cserélni.